# Sandy Hook, Wisconsin
Sandy Hook är en ort i Grant County i delstaten Wisconsin, USA.